# Expérience utilisateur

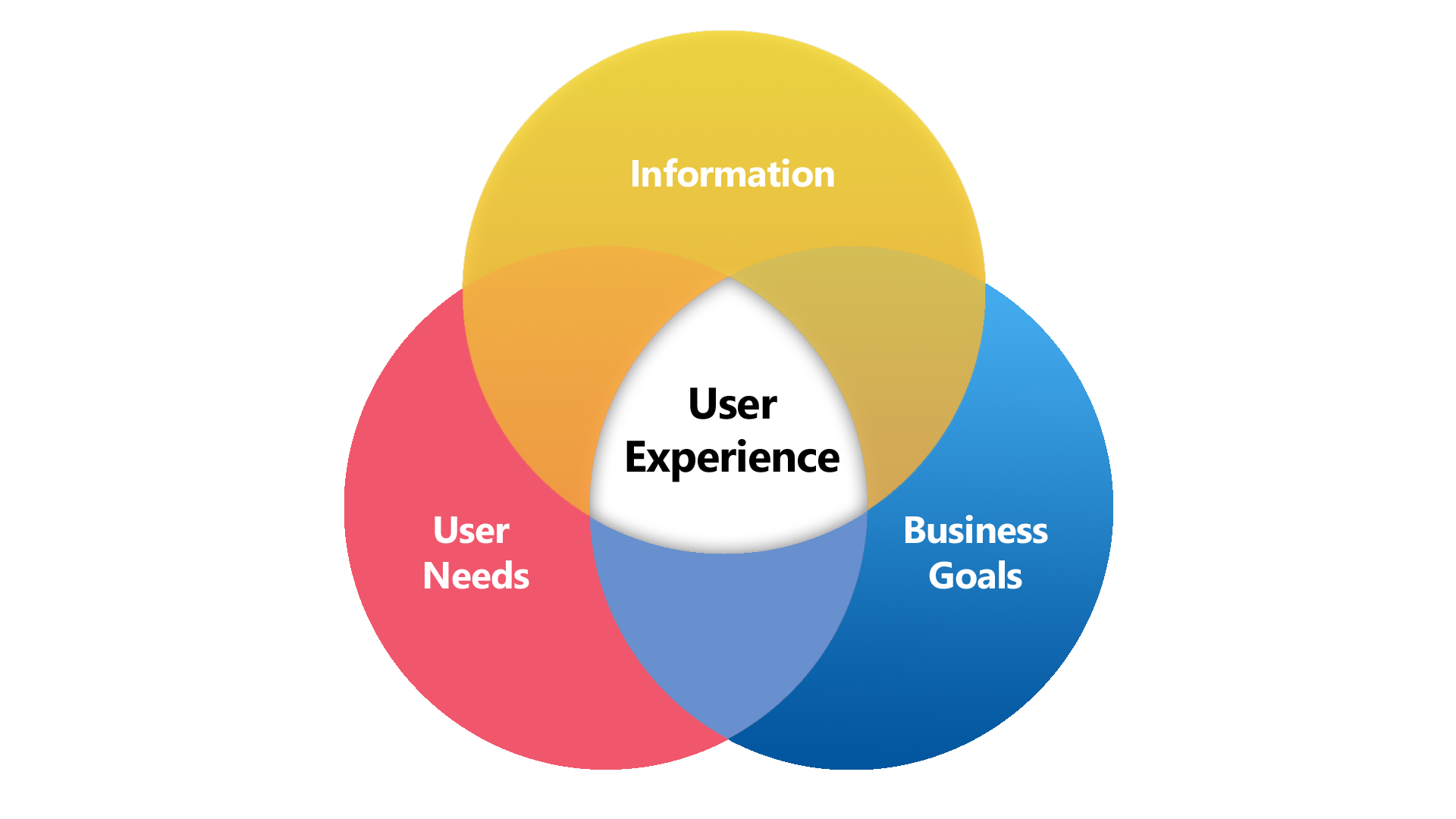
Diagramme situant l'expérience utilisateur.

Ne doit pas être confondu avec Interface utilisateur.
L'expérience utilisateur (EU) (en anglais, user experience, abrégé en "UX") est la qualité du vécu de l'utilisateur dans des environnements numériques ou physiques. C'est une notion de plus en plus courante là où l'on utilisait, encore récemment, les notions d'ergonomie des logiciels et d'utilisabilité.

## Définitions

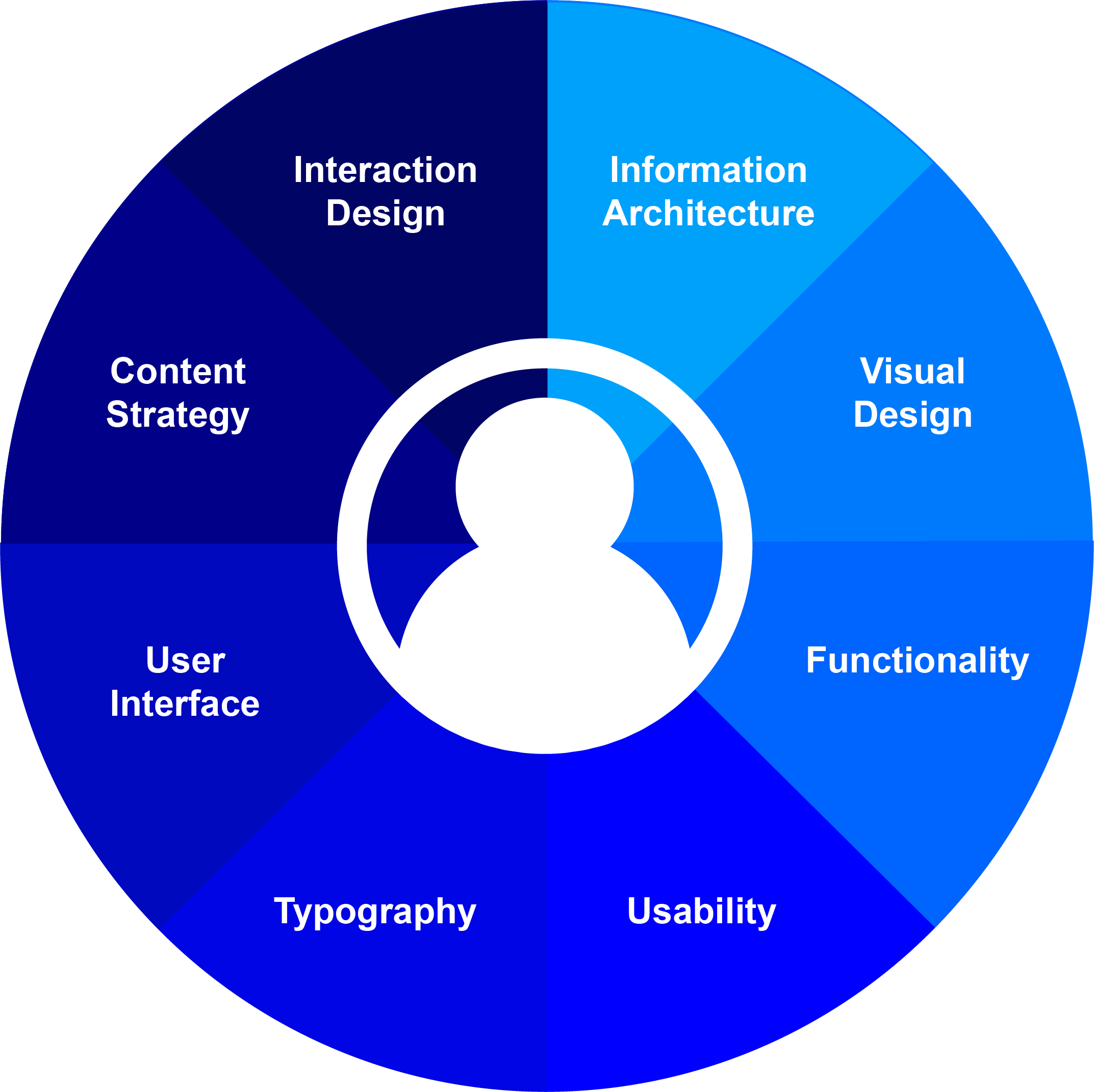
L'utilisateur au centre de la conception des applications

La notion d’expérience utilisateur marque une évolution disciplinaire (pluridisciplinaire), méthodologique et conceptuelle dans la façon de concevoir la relation de l'utilisateur aux produits et aux systèmes techniques, d'une part, et de considérer leur qualité « ergonomique », d'autre part. Cette évolution passe par la prise en compte des caractéristiques non instrumentales (non liées à l'efficacité, la sécurité ou la fiabilité) des produits et des systèmes techniques, soit l'apparence, l'esthétique, le plaisir, l'émotion, etc..
Donald Norman, professeur émérite en sciences cognitives de l'Université de Californie à San Diego, invente le terme dans les années 1990, dans l'ouvrage The Design of Everyday Things (en). Il y développe l'idée d'une « conception centrée utilisateur »,. L'idée consiste à considérer l'ensemble des caractéristiques et des besoins des utilisateurs lors du développement des produits, et à faire participer ceux-ci activement au processus de leur conception. Norman souhaite ainsi étendre le champ trop étroit de l’utilisabilité afin de couvrir tous les aspects de l’expérience d’un individu avec un produit ou un système.
Norman explique d’ailleurs l’invention du terme, dans un échange privé avec Peter Merholz, cité par Aurélien Tabard et Alain Mille :

« J’ai inventé l’expression car je pensais que Interface Humaine (Human Interface) et utilisabilité (usability) étaient trop limités : je voulais couvrir tous les aspects de l’expérience d’une personne avec un système, en considérant le design industriel, le graphisme, l’interface, l’interaction physique et le manuel. Depuis, l’expression s’est diffusée énormément, tellement qu’elle a commencé à perdre de son sens. »

Popularisée dans les années 2000, l'UX a été abordée de diverses manières et de nombreuses définitions ont été suggérées, sans donner lieu à un réel consensus. Cette absence de consensus a été soulignée par Barcenilla et Bastien, de l'Université de Metz :

« La notion d’expérience utilisateur peut être envisagée dans un premier temps comme un cadre intégrateur, inclusif et holistique des différentes composantes relatives à l’interaction utilisateur/produit qui constituent autant de variables permettant de rendre compte de l’expérience subjective de l’utilisateur. Cependant, il n’y a pas une approche « expérience de l’utilisateur » mais des approches, étant donné la diversité de points de vue disciplinaires, méthodologiques et conceptuels sur le sujet. Il est donc difficile de trouver un consensus permettant d’arriver à une définition unique de ce qu’on peut entendre par « expérience de l’utilisateur ». »

Une première définition a été proposée par Lauralee Alben en 1996, pour qui l'UX regroupe « tous les aspects liés à la manière dont les gens utilisent un produit interactif : la sensation du produit dans leurs mains, la compréhension de son fonctionnement, le ressenti durant l’usage, l’accomplissement de leurs buts mais également son adéquation avec le contexte global dans lequel ils l’utilisent ». En 2003, Arhippainen et Tähti proposent de définir l'UX comme le « résultat de l'interaction de cinq catégories de facteurs : sociaux, culturels, ceux liés aux caractéristiques de l'utilisateur, ceux liés au contexte et ceux liés aux caractéristiques du produit ». Cette définition suggère la prise en considération du contexte et de la motivation du sujet. Semblablement, en 2006, Hassenzahl et Tractinsky définissent l'UX comme « la conséquence de l'état interne de l'utilisateur (prédispositions, attentes, besoins, motivations, humeur, etc.), des caractéristiques du système (exemple : complexité, objectif, utilisabilité, fonctionnalité, etc.) et du contexte (ou environnement) dans lequel ont lieu les interactions ». Mahlke identifie lui trois dimensions à l'UX : la perception des qualités instrumentales (utilisabilité) ; la perception des qualités non instrumentales (esthétique, valeur véhiculées, facteurs motivationnels, etc.) ; et les réactions émotionnelles (sentiments subjectifs, expressions motrices et comportementales, réactions physiologiques, évaluation cognitives, etc.)[réf. incomplète].
La littérature plus récente souligne que les interactions personne-système dépendent de deux composantes : une composante non expérientielle, qui se rattache à la fonction utilitaire, et une composante expérientielle, qui renvoie au ressenti et aux réponses cognitives et émotionnelles de la situation d’interaction. Ces deux interactions dépendent des conditions cognitives et sociales de la situation dans laquelle intervient l’UX. Cette double articulation implique par conséquent des champs théoriques relevant de l’ergonomie cognitive et d’autres liés à la psychologie sociale.
La communauté des designers UX s'est développée à partir des années 2000. Elle est principalement représentée à l'international par la User Experience Professionals Association (UXPA) fondée en 1991 et qui comprend près de 2 400 membres[Quand ?][réf. nécessaire]. Son chapitre français est la Flupa (Association francophone des professionnels de l'expérience utilisateur). En France, l'association Designers interactifs est aussi très active dans le domaine de l'UX et revendique 1 200 membres[Quand ?][réf. nécessaire].

## Modèles théoriques
Les modèles théoriques de l'expérience utilisateur sont généralement mobilisés dans les travaux scientifiques et peuvent concerner plusieurs disciplines comme les sciences cognitives, les sciences de gestion, ou les sciences de l'information et de la communication. Ces modèles sont également utilisés par des professionnels dans le cadre de la conception des interface homme machines ou plus récemment dans la réalisation de pages internet. Il existe de nombreux modèles dans la littérature néanmoins, trois modèles principaux sont fréquemment cités : le modèle d’ Hassenzahl, le modèle de Mahlke et le modèle de Karapanos.

### Le modèle d’Hassenzahl: de la perspective du concepteur à la perspective de l’utilisateur
Le modèle d’Hassenzahl (2003) souligne la différence prépondérante existant entre la perspective du concepteur et la perspective de l’utilisateur. Le concepteur, ou le producteur par son degré d’expertise ou ses connaissances va élaborer les dispositifs sans pouvoir se projeter objectivement à la place de l’utilisateur. Son jugement et a fortiori sa production peut être biaisée par ses propres représentations. Le concepteur choisit et combine des éléments (contenu, graphisme, design, fonctionnalités, modalités d’interaction) pour donner au produit un caractère particulier. Cependant, celui-ci est subjectif et traduit seulement l’intention du concepteur. Il n’est pas assuré que l’utilisateur perçoive et apprécie le produit de la manière souhaitée. C’est justement l’étude UX qui va garantir l’adéquation entre les points de vue du concepteur et de l’utilisateur. (Lallemand, Gronier, 2015).

### Le modèle de Mahlke: un cadre d’analyse global
Ce modèle propose d’intégrer les différents aspects de l’expérience de l’utilisateur qu’on retrouve éparpillés dans la littérature, en les étayant par des données expérimentales. En effet partant d’une revue de littérature et de résultats de recherches empiriques Malke propose un cadre d’analyse plus global qui intègre la plupart des composantes de l’expérience utilisateur que l’on trouve dans les différentes approches (Thuring et Mahlke, 2007 ; Malke, 2008), notamment de deux dimensions caractéristiques : la perception des qualités instrumentales qui correspondent à l’utilité perçue et à la notion d’utilisabilité (dimension1) et la perception des qualités non instrumentales comme l’esthétique, les facteurs motivation réels (dimension2). Cependant le modèle se distingue par une troisième dimension (dimension 3) soulignant le rôle des émotions en tant que fonction médiatrice entre les caractéristiques perçues d’un système et les conséquences de son usage.
Les caractéristiques de l’utilisateur et les paramètres du contexte ont une influence sur les interactions entre les trois dimensions de l’expérience utilisateur évoquées plus haut, ainsi que sur les conséquences de l’expérience de l’utilisateur (jugements et comportements). Les qualités instrumentales et non instrumentales sont perçues par les utilisateurs comme étant indépendantes, bien que les réactions émotionnelles soient influencées par ces deux catégories de facteurs. Bien que cela ne soit pas mentionné de manière explicite, ce modèle intègre également des composantes des approches dites de l’ acceptabilité qui se sont développées, indépendamment des approches de l’utilisabilité, plutôt dans une perspective épistémologique socio-cognitiviste (Barcenilla, Bastien 2009)

### Le modèle de Karapanos: la temporalité comme quatrième dimension de l’UX
Les modèles ci-dessus ne font pas état de la dimension temporelle de l’activité. Si l’expérience en temps réel vécue par un sujet pendant l’interaction avec un système est généralement considérée comme le cœur de l’UX, il semble important de se préoccuper[style à revoir] des différentes étapes chronologiques du cours d’action dans lequel le sujet est inscrit. Aux trois composantes classiques que sont le système, l’utilisateur et le contexte, Lallemand proposent en 2015 d’inclure la dimension temporelle. En effet, les attentes et les cognitions d’un utilisateur peuvent être reliées aux étapes antérieures, alors que le comportement final attendu est lié à des étapes ultérieures. La prise en considération des phases temporelles de l’UX a fait l’objet de travaux de recherche notamment via le cadre d’analyse de E. Karapanos, qui propose d’aborder l’expérience utilisateur de la phase d’anticipation (attentes de l’utilisateur) jusqu’à une phase à plus long terme d’attachement émotionnel.

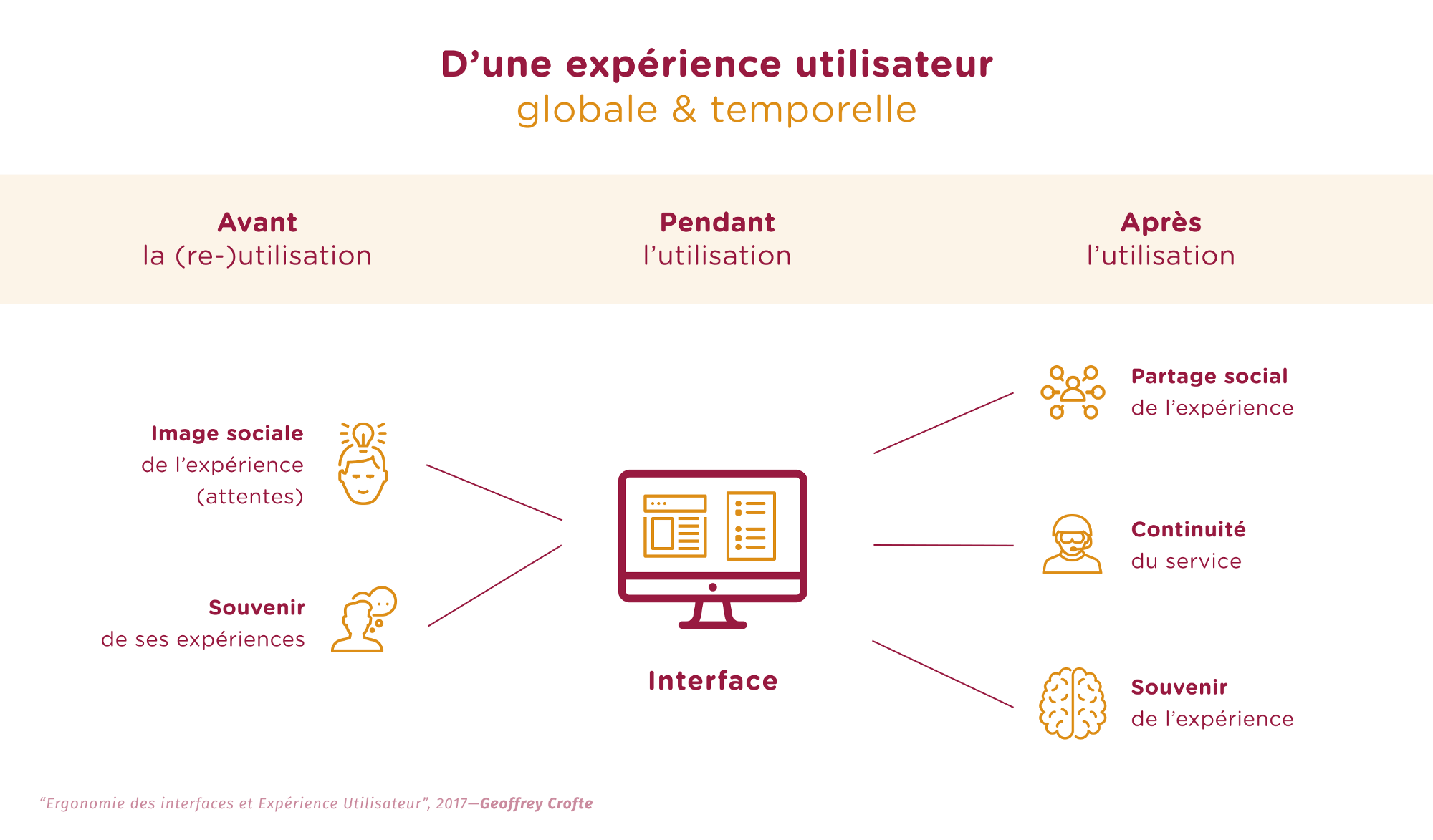
Une expérience utilisateur globale incluant la temporalité et le souvenir, proposée par Geoffrey Crofte.

## Débats
La prise en compte des émotions, autour de laquelle gravite le concept d'expérience utilisateur, ne fait pas l'objet d'un consensus parmi les auteurs. Précurseur de cette approche, Donald Norman défend une « conception émotionnelle » de l'utilisabilité, où les traitements d'ordre cognitif et affectif s'influencent mutuellement[réf. incomplète]. Son modèle permet de distinguer trois niveaux de traitement de l'information des caractéristiques des produits, soit les niveaux viscéral, comportemental et réflexif.

« Le rôle de l'ergonome dans cette perspective serait d'examiner les caractéristiques du produit et les réactions qu'il provoque à ces différents niveaux de traitement, afin de déceler et modifier les aspects qui conduisent à des états affectifs à valence négative, et qui empêchent ou interfèrent avec les traitements cognitifs ou moteurs nécessaires à la réalisation de la tâche. »

Différents auteurs ont critiqué cette approche. Une première critique souligne l'état de la recherche sur les émotions, de même que la diversité des approches (théoriques et méthodologiques) pour en rendre compte. Une deuxième critique défend l'idée selon laquelle les interactions utilisateur/produit ne peuvent être réduites aux phénomènes affectifs. Cette critique, portée par Palen et Bodker, souligne la nécessité de considérer le rôle du contexte, de l'expérience de l'individu et d'autres qualités des produits (efficience, sécurité, fiabilité) dans l'expérience émotionnelle de l'individu. Enfin, une troisième critique souligne le caractère éphémère des émotions.
Un autre sujet de dissension veut que l'émotion précède l'usage, ou qu'elle suit l'interaction utilisateur/produit,.
Un autre débat a émergé à partir de 2015 autour de l'éthique. L'utilisation des méthodes d'analyse de l'expérience utilisateur pour la conception de services numériques a fait craindre, en effet, qu'elles facilitent la manipulation des usagers en captant leur attention à des fins publicitaires. C'est sans doute Tristan Harris, designer UX et ancien employé de Google et fondateur de l'association Time Well Spent, qui a fait émerger le problème dans l'opinion. Dans un article, largement diffusé en plusieurs langues, il dénonce les méthodes des designers, quand elles visent à tromper l'attention de l'utilisateur :

« J’ai appris à penser de cette façon quand j’étais un magicien. Les magiciens débutent par la recherche d’angles morts, des vulnérabilités et des limites de la perception des gens, de sorte qu’ils puissent influencer ce que les gens font sans s’en rendre compte. Une fois que vous savez comment actionner ces leviers de manipulation, vous pouvez jouer avec les gens comme un piano.
Et cela est exactement ce que les designers produits font à votre esprit. Ils jouent avec vos vulnérabilités psychologiques (consciemment ou inconsciemment) dans la quête d’attirer votre attention. »

Cette préoccupation rejoint la notion beaucoup plus ancienne de technique de persuasion. Appliquée dans les services numériques, elle a été baptisée captologie en 1996 par B.J. Fogg de l'université de Standford. En France, le débat est porté notamment par l'association Designers Ethiques.

## Critères et méthodes d'analyse de l'expérience utilisateur
Il est actuellement difficile de s'accorder sur des critères d'analyse qui couvrent l'ensemble des facteurs (des plus subjectifs aux plus objectifs), la satisfaction de l'utilisateur étant autant liée à la promesse d'attractivité du service qu'à son accessibilité, son ergonomie, sa cohérence, sa réelle utilité, son environnement concurrentiel et son contexte d'utilisation. Néanmoins, il existe un grand nombre de manuels et de ressources en ligne sur les méthodes utilisées par les designers UX. Ainsi Carine Lallemand et Guillaume Gronier regroupent dans leur livre les méthodes en cinq phases successives :
1. Planification (définition du projet, recrutement des utilisateurs, déontologie…) ;
2. Exploration (entretiens, focus groups, observation, questionnaires exploratoires, sonde culturelle…) ;
3. Idéation (brainstorming, cartes d'idéation, design studio, experience map, personas…) ;
4. Génération (design persuasif, gamification, iconographie, maquettage, story boarding, tris de cartes…) ;
5. Évaluation (complétion de phrases, courbes d'évaluation, échelles d'utilisabilité, échelles UX, évaluation des émotions, évaluation experte, inspection cognitive, journal de bord, tests…).

La recherche en Design UX repose sur le principe que pour délivrer une expérience utilisateur réussie, il ne faut pas présupposer connaître son utilisateur, mais réellement chercher et découvrir ses besoins au travers de méthodes scientifiques. Dans le cadre du Design UX, cette phase de recherche se découpe en plusieurs étapes :
1. La recherche secondaire : elle repose sur les données déjà existantes (exemples : analyse comparatives, études préexistantes) ;
2. La recherche primaire : elle regroupe certaines pratiques comme l'entrevue en face à face avec l'utilisateur ou le shadowing[24] (un anglicisme représentant une méthode d'observation sur le terrain), qui permettent d'acquérir une connaissance de l'expérience utilisateur dans le cadre spécifique d'un projet[25].

## Concepts voisins
L'interface utilisateur est un concept voisin mais différent de l'expérience utilisateur. En effet, l'interface utilisateur est pour l'utilisateur le moyen d'interagir avec un produit informatique, alors que l'expérience utilisateur est le résultat de cette interaction. Une analogie illustrant cette différence est celle de la cuillère (interface) et du bol de céréales (produit), l'expérience utilisateur étant ce que l'utilisateur éprouve lorsqu'il mange les céréales avec la cuillère.